# 内蒙古科技大学包头师范学院
内蒙古科技大学包头师范学院，通称包头师范学院，简称包头师院，是一所位于中國内蒙古自治区包头市的师范类高等院校。学校隶属于内蒙古自治区人民政府，并由内蒙古自治区教育厅主管。

## 历史沿革
包头师范学院的历史可以追溯到1958年7月创建的包头师范专科学校。1963年-1971年间，学校曾一度停办。包头师范学校复办，并设置中文、数学、物理3个学科。1995年，学校更名为包头师范高等专科学校。
2000年3月，中华人民共和国教育部同意包头师范学校、包头教育学院与包头师范高等专科学校合并，教育层次由专科升为本科，更名为包头师范学院。
2003年6月，包括包头钢铁学院、包头医学院及包头师范学院在内的三所本科院校合并，组成新的内蒙古科技大学。但由于合并后整合不力，2004年12月，内蒙古自治区人民政府决定三校分开运行，包头师范学院学校以内蒙古科技大学包头师范学院的名称独立招生，独立办学。
2007年，开始招收硕士研究生。现今，内蒙古自治区人民政府正在支持包头师范学院于「十四五」期间成为博士学位授予单位。

## 学术研究
建校65年来，逐步形成了“博学、笃行、齐志、恒德”的校训和“学高为师，身正为范”的校风，坚持面向基础教育、研究基础教育、服务基础教育，坚持面向地区经济社会发展，现已发展成为一所以本科教育为主、研究生教育、继续教育、创新创业教育协调发展，融职前培养与职后培训为一体的普通高等师范院校。目前设有17个党政管理机构、20个教学机构、7个教学科研辅助机构、2个群团机构。有6个一级学科硕士学位授权点、2个二级学科硕士学位授权点、8个硕士专业学位授权点、44个本科专业，在校生13594人。

### 学科设置
截至2021年11月，包头师范学院下设有20个教学机构，设置了44个本科专业和1个专科专业。